# Psicoterapia psicodinâmica
Psicoterapia psicodinâmica ou psicoterapia psicanalítica é uma forma de psicologia profunda, cujo foco principal é revelar o conteúdo inconsciente da psique de um cliente em um esforço para aliviar a tensão psíquica.
A psicoterapia psicodinâmica depende do relacionamento interpessoal entre o cliente e o terapeuta mais do que outras formas de psicologia profunda. Em termos de abordagem, esta forma de terapia utiliza a psicanálise adaptada a um estilo de trabalho menos intensivo, geralmente com uma frequência de uma ou duas vezes por semana. Os principais teóricos utilizados são Freud, Klein e teóricos do movimento das relações objetais, por exemplo, Winnicott, Guntrip e Bion. Alguns terapeutas psicodinâmicos também recorrem a Jung, Lacan ou Langs. É um foco que tem sido usado em psicoterapia individual,  psicoterapia de grupo, terapia familiar e para compreender e trabalhar com contextos institucionais e organizacionais. Em psiquiatria, é considerada um tratamento de escolha para transtornos de adaptação, bem como transtorno de estresse pós-traumático (PTSD), mas mais para transtornos relacionados à personalidade.

## História
Os princípios da psicodinâmica foram introduzidos na publicação de 1874, Lectures on Physiology, do médico e fisiologista alemão Ernst Wilhelm von Brücke. Von Brücke, seguindo uma sugestão da termodinâmica, sugeriu que todos os organismos vivos são sistemas de energia, governados pelo princípio da conservação da energia. Durante o mesmo ano, von Brücke foi supervisor do estudante de medicina do primeiro ano Sigmund Freud na Universidade de Viena. Mais tarde, Freud adotou esse novo construto de fisiologia "dinâmica" para ajudar em sua própria conceituação da psique humana. Mais tarde, tanto o conceito quanto a aplicação da psicodinâmica foram desenvolvidos por nomes como Carl Jung, Alfred Adler, Otto Rank e Melanie Klein.

## Abordagens
A maioria das abordagens psicodinâmicas é centrada no conceito de que algum funcionamento desadaptativo está em jogo e que essa mal-adaptação é, pelo menos em parte, inconsciente. A suposta má adaptação se desenvolve cedo na vida e acaba causando dificuldades na vida cotidiana.
As terapias psicodinâmicas se concentram em revelar e resolver esses conflitos inconscientes que estão conduzindo seus sintomas. As principais técnicas usadas por terapeutas psicodinâmicos incluem livre associação, interpretação de sonhos, reconhecimento de resistência, transferência, trabalho com memórias dolorosas e questões difíceis e construção de uma forte aliança terapêutica. Como em algumas abordagens psicanalíticas, a relação terapêutica é vista como um meio-chave para compreender e trabalhar as dificuldades relacionais que o cliente sofreu na vida.

## Princípios e características fundamentais
Embora a psicoterapia psicodinâmica possa assumir muitas formas, os pontos comuns incluem:
- Uma ênfase na centralidade dos conflitos intrapsíquicos e inconscientes e sua relação com o desenvolvimento;
- Identificar defesas em desenvolvimento nas estruturas psíquicas internas para evitar consequências desagradáveis de conflito;
- Uma crença de que a psicopatologia se desenvolve especialmente a partir de experiências na primeira infância;
- Uma visão de que as representações internas de experiências são organizadas em torno de relações interpessoais;
- Uma convicção de que as questões e as dinâmicas da vida ressurgirão no contexto da relação cliente-terapeuta como transferência e contratransferência;
- Uso da livre associação como um dos principais métodos de exploração de conflitos e problemas internos;
- Concentrar em interpretações de transferência, mecanismos de defesa e sintomas atuais e na elaboração destes problemas presentes;
- Confiar no insight como algo extremamente importante para o sucesso na terapia.

## Eficácia
A psicoterapia psicodinâmica, tanto de curto como de longo prazo, é uma psicoterapia eficaz. A psicoterapia psicodinâmica é uma terapia baseada em evidências e sua forma psicanalítica mais intensiva também provou ser baseada em evidências. Metanálises posteriores mostraram que a terapia psicodinâmica e psicanalítica são eficazes, com resultados comparáveis ou maiores do que outros tipos de psicoterapia ou drogas antidepressivas, mas esses argumentos também foram submetidos a várias críticas. Por exemplo, metanálises em 2012 e 2013 chegaram à conclusão de que há pouco suporte ou evidência para a eficácia da terapia psicanalítica, portanto, mais pesquisas são necessárias.
Uma revisão sistemática da Psicoterapia Psicodinâmica de Longo Prazo (PPLP, ou PPLD como "longa duração"; LTPP, em inglês) em 2009 encontrou um tamanho de efeito geral de 0,33. Outras encontraram tamanhos de efeito de 0,44 a 0,68. Em meta-análises, a psicoterapia psicodinâmica de longo prazo foi superior às formas menos intensivas de psicoterapia no transtorno mental complexo e teve eficácia comparável a outras psicoterapias de longa duração; dependendo da gravidade da patologia subjacente, tais como transtornos mentais crônicos e de personalidade, a psicoterapia de longo prazo é necessária, enquanto que intervenções de curto prazo não são suficientes.
Meta-análises de Psicoterapia Psicodinâmica de Curto Prazo (PPCP ou PPCD; STPP em inglês) encontraram tamanhos de efeito variando de 0,34 a 0,71 em comparação com nenhum tratamento e foi considerada ligeiramente melhores do que outras terapias no acompanhamento. Outras revisões encontraram um tamanho de efeito de 0,78 a 0,91 para distúrbios somáticos em comparação com nenhum tratamento e 0,69 para o tratamento da depressão. Uma meta-análise de 2012 pela Harvard Review of Psychiatry of Psicoterapia Dinâmica Intensiva Breve (PDIB; em inglês Intensive Short-Term Dynamic Psychotherapy, ISTDP) encontrou tamanhos de efeito variando de 0,84 para problemas interpessoais a 1,51 para depressão. No geral, a PDIB teve um tamanho de efeito de 1,18 em comparação a nenhum tratamento.
Em 2011, um estudo publicado na American Journal of Psychiatry fez 103 comparações entre o tratamento psicodinâmico e um competidor não dinâmico e descobriu que 6 eram superiores, 5 eram inferiores, 28 não tinham diferença e 63 eram adequadas. O estudo descobriu que isso poderia ser usado como base "para tornar a psicoterapia psicodinâmica um tratamento" empiricamente validado". Em 2017, uma meta-análise de ensaios clínicos randomizados concluiu que a terapia psicodinâmica é tão eficaz quanto outras terapias, incluindo a cognitivo-comportamental.

## Relacionamento cliente-terapeuta
Por causa da subjetividade das doenças psicológicas potenciais de cada paciente, raramente há uma abordagem de tratamento bem definida. Na maioria das vezes, os terapeutas variam as abordagens gerais para melhor atender às necessidades específicas do paciente. Se um terapeuta não entende extremamente bem as doenças psicológicas de seu paciente, então é improvável que ele seja capaz de decidir sobre uma estrutura de tratamento que ajudará o paciente. Portanto, a relação paciente-terapeuta deve ser extremamente forte.
Na aliança terapêutica, os terapeutas incentivam seus pacientes a serem o mais abertos e honestos possível. Os pacientes devem confiar em seu terapeuta se isso acontecer. Como a eficácia do tratamento depende muito de o paciente dar informações ao terapeuta, a relação paciente-terapeuta é mais vital para a terapia psicodinâmica do que a quase todos os outros tipos de prática médica.